# Канада Крик Ранч (Мичиген)
Канада Крик Ранч (енгл. Canada Creek Ranch) насељено је место без административног статуса у америчкој савезној држави Мичиген.

## Демографија
По попису из 2010. године број становника је 304, што је 101 (-24,9%) становника мање него 2000. године.
| Група             | 2000.       | 2010.       |
| Белци             | 400 (98,8%) | 295 (97,0%) |
| Афроамериканци    | 0 (0,0%)    | 0 (0,0%)    |
| Азијати           | 0 (0,0%)    | 1 (0,3%)    |
| Хиспаноамериканци | 1 (0,2%)    | 1 (0,3%)    |
| Укупно            | 405         | 304         |